# Хубий
Хубий — сын Батыра, внук Шадибека, хана Золотой орды. Бежав от преследования, вернулся на родные земли под Эльбрусом, где стал родоначальником Хубиевых.
Из составленного в 1874 году списка Карачаевских фамилий Николая Петрусевича:

«Говорятъ, что Шадыбека сынъ Батыръ съ сыновьями Хубтія и Хубія вышли изъ Крыма и пришли на Баксанъ, когда тамъ были карачаевцы. Хубій остался въ Карачае и сдѣлался родоначальникомъ Хубіевыхъ, а Хубтій ушелъ на южный склонъ главнаго хребта въ Менгрелію, гдѣ и теперь есть фамилия Хубтія».